# Santa María Oyamecalco
Santa María Oyamecalco är en ort i Mexiko.   Den ligger i kommunen Tlachichuca och delstaten Puebla, i den sydöstra delen av landet, 190 km öster om huvudstaden Mexico City. Santa María Oyamecalco ligger 2 637 meter över havet och antalet invånare är 207.
Terrängen runt Santa María Oyamecalco är huvudsakligen kuperad, men åt sydväst är den platt. Runt Santa María Oyamecalco är det ganska tätbefolkat, med 120 invånare per kvadratkilometer. Närmaste större samhälle är Ciudad Serdán, 16,7 km söder om Santa María Oyamecalco. Trakten runt Santa María Oyamecalco består till största delen av jordbruksmark.